# Gia đình của Lưu Diệc Phi
Lưu Diệc Phi (tiếng Trung: 刘亦菲; bính âm: Liú Yìfēi; tiếng Anh: Crystal Liu, sinh ngày 25 tháng 8 năm 1987) là một nữ diễn viên, ca sĩ người Mỹ gốc Trung Quốc. Cô đã nhiều lần xuất hiện trong danh sách 100 ngôi sao nổi tiếng nhất Trung Quốc theo Forbes và được vinh danh là một trong Tứ Tiểu Hoa Đán của Trung Quốc vào năm 2009. Cô được biết đến rộng rãi với biệt danh "Thần tiên tỷ tỷ" ở Trung Quốc.
Lưu Diệc Phi sinh tại bệnh viện Tế Vũ, Vũ Hán, Trung Quốc với tên khai sinh là An Phong (giản thể: 安风, phồn thể: 安風). Năm 4 tuổi, cha mẹ ly hôn, cô đổi theo họ Lưu của mẹ và được bà ngoại đặt tên mới thành Lưu Tây Mỹ Tử (刘茜美子). Năm 10 tuổi cô theo mẹ nhập cư sang Mỹ đồng thời sử dụng tên tiếng Anh Crystal Liu.

## Cha mẹ

### Cha ruột
Cha Lưu Diệc Phi là Ông An Thiếu Khang (安少康). Sinh ra trong một gia đình chuyên ngành y học, bên cạnh việc tiếp nối truyền thống gia đình, ông cũng xây dựng một sự nghiệp riêng cho mình. Ông An Thiếu Khang giữ học hàm Giáo sư và là giảng viên chuyên ngành tiếng Pháp tại Đại học Vũ Hán. Ông nghiên cứu chuyên sâu và có kiến thức uyên thâm về văn hoá cũng như ngôn ngữ Pháp. Cha của Lưu Diệc Phi là tác giả của nhiều bài báo hay về các đề tài nghiên cứu khoa học, đồng thời còn tham gia vào quá trình xuất bản một số cuốn sách nổi tiếng trong nước.
Cụ thể, ông là dịch giả của cuốn tiểu thuyết văn học nổi tiếng thế giới Nhà thờ Đức Bà Paris do Nhà xuất bản Văn nghệ Trường Giang phát hành. Ngoài ra, ông An chính là cây bút đứng đằng sau hơn 20 bài báo về văn hóa, giáo dục, giảng dạy và y học của Pháp. Với những cống hiến và đóng góp lớn lao trong lĩnh vực học thuật, ông đã giành được không chỉ một mà nhiều giải thưởng nhà nước danh giá như: Giải nhất Thành tựu giáo dục tỉnh Hồ Bắc, Giải thưởng thành tựu nghiên cứu y học tỉnh Hồ Bắc, Giải thưởng thành tựu giảng dạy và nghiên cứu tỉnh Hồ Bắc,...
Bên cạnh thành tựu trong lĩnh vực học thuật, ông An Thiếu Khang còn giữ nhiều chức vụ quan trọng trong bộ máy cơ quan, tổ chức nhà nước. Năm 2006, chính quyền trung ương Trung Quốc triển khai dự án đào tạo một nhóm các nhà ngoại giao hoạt động thường trú tại nước ngoài, ông An Thiếu Khang thông thạo tiếng Pháp lại tài hoa xuất chúng nên đã được chính quyền tỉnh Hồ Bắc chọn làm người đại diện đề cử với Chính phủ. Cha của Lưu Diệc Phi trở thành ứng viên được cử sang nước ngoài tu nghiệp. Từ đây, ông chính thức đảm nhiệm vai trò là một chính khách trong giới ngoại giao. Ông từng là Bí thư cấp cao của Bộ Ngoại giao Trung Quốc tại Paris (Pháp) và là Hiệu trưởng Học viện Khổng Tử tại Pháp.
Sau khi về hưu, ông An tiếp tục theo đuổi đam mê học thuật của mình và được trường Đại học Vũ Hán mời về thỉnh giảng tại đây. Sau khi ly hôn với mẹ Lưu Diệc Phi, ông An tái hôn cùng với bà Tào Ngụy Bình (曹瑞萍), sinh được một cô con gái và đặt tên là An Giai Lâm (安佳琳).

### Mẹ ruột
Bà Lưu Hiểu Lợi (刘晓莉): Bà Hiểu Lợi sinh ngày 4 tháng 11 năm 1959 trong một gia đình cán bộ nhà nước công tác tại lĩnh vực quản lý xuất nhập khẩu ở thành phố Cáp Nhĩ Tân, tỉnh Hắc Long Giang, Trung Quốc. Bản thân bà Hiểu Lợi là Đảng viên Đảng Cộng sản Trung Quốc và là nghệ sĩ múa cấp quốc gia, từng tham gia giảng dạy múa ở nhiều nơi.
Năm 1970, bà Hiểu Lợi theo học chuyên ngành múa tại Kịch viện Ca vũ Vũ Hán. Năm 1976, sau khi tốt nghiệp, nhờ năng lực chuyên môn xuất sắc, bà được giữ lại Kịch viện làm diễn viên múa và trở thành thành viên của Liên đoàn Văn học và Nghệ thuật Vũ Hán.
Năm 1989, bà tổ chức thành công buổi biểu diễn múa solo riêng tại Vũ Hán. Ngoài ra, mẹ Lưu Diệc Phi còn từng góp mặt trong nhiều vở múa nổi tiếng như: Xuân Giang Hoa Nguyệt Dạ, Trích Bồ Đào, Minh Phượng Chi Tử, Sở Vận, Tước Chi Linh,.... Nhờ đó, bà giành được nhiều giải thưởng trong các cuộc thi cấp tỉnh, thành phố và cấp đoàn thể chuyên nghiệp.
Trong sự nghiệp của bà, nổi bật nhất phải kể tới tác phẩm “Sở Vận” công diễn Năm 1993. Năm 1993, để quảng bá văn hoá Trung Hoa, Kịch viện Ca vũ Vũ Hán đã tiến hành chỉnh sửa lại tác phẩm “Cửu Ca” đã từng rất nổi tiếng mười Năm trước đó. Sau khi hoàn thành cải biên tác phẩm cũ, “Cửu Ca” được đổi tên thành “Sở Vận”. Cái tên “Sở Vận” lấy cảm hứng từ câu cổ ngữ “Cổ Sở Phong Vận” mang ý nghĩa về một tác phẩm hoài niệm, tái hiện lại bầu không khí đậm chất cổ xưa của nước Sở. Mẹ Lưu Diệc Phi đã xuất sắc vượt qua nhiều ứng viên và trở thành diễn viên chính của vở cải biên này. Màn biểu diễn sau đó thành công mỹ mãn trên sân khấu và nhận được sự tán thưởng lớn ở khắp mọi nơi.
Danh tiếng của “Sở Vận” vang xa, Bộ Văn hoá đã mời bà Hiểu Lợi đến biểu diễn tại hai Phiên họp toàn thể hàng Năm là Đại hội Nhân dân Toàn quốc (NPC) và Ủy ban Quốc gia (CPPCC) của Hội nghị Tham vấn Chính trị Nhân dân Trung Quốc được tổ chức ở Bắc Kinh. Chứng kiến màn biểu diễn điêu luyện của bà, các nhà lãnh đạo quốc gia, giới văn học và nghệ thuật cùng báo chí trong nước không tiếc dành những lời khen có cánh cho phần thể hiện của nữ diễn viên chính. Bài múa “Sở Vận” của bà Hiểu Lợi nhận được sự đánh giá cao từ giới chuyên môn và được ca ngợi như một kiệt tác nghệ thuật dân tộc của quốc gia. Vở kịch múa này sau đó đã liên tiếp nhận được nhiều giải thưởng của chính phủ Trung Quốc như: Giải thưởng tác phẩm mới, Giải thưởng biên đạo múa và Giải thưởng biểu diễn tại Giải thưởng Văn Hoa lần thứ 4, Giải 100 Buổi biểu diễn do Bộ Văn hóa tổ chức... Ngoài ra, “Sở Vận” còn vinh dự được trao Giải thưởng Tác phẩm Hay nhất của Ban Tuyên giáo Trung ương.
Bà từng được mời góp mặt với vai Tây Vương Mẫu trong bộ phim Hollywood Vua Kung Fu (2008) do Lưu Diệc Phi diễn chính.

### Cha dượng
Sau khi Lưu Hiểu Lợi đưa Lưu Diệc Phi đến Mỹ bà kết hôn với một luật sư người Trung Quốc ở Mỹ, đây cũng chính là cha dượng của Lưu Diệc Phi.
Nhà văn Trần Cửu (陈九) từng là hàng xóm lúc bé của Lưu Diệc Phi từng nhắc tới người này trong cuốn sách Chinese Celebrities in Manhattan như sau: "Nhà của Lưu Diệc Phi là một tòa kiến trúc hai tầng hoàn toàn bằng gạch trắng. Nhấn mạnh cụm từ ‘hoàn toàn bằng gạch trắng” là bởi đa số những bức tường bên ngoài các ngôi nhà ở Mỹ đều được dựng bằng vật liệu gỗ hoặc nhựa, vậy nên những ngôi nhà có tường lát toàn bộ gạch thế này cho thấy một gia đình có điều kiện cực kỳ khá giả. Tôi biết cha dượng của Lưu Diệc Phi, đó là một người đàn ông trung niên và là một luật sư người Trung Quốc rất đường hoàng chín chắn. Ông ấy vô cùng tốt bụng, thân thiện và rất chăm chỉ. Ông ấy đã sống nhiều Năm ở nước ngoài, tự tay xây dựng nên mọi thứ từ con số không, ông chắc chắn là người nổi bật nhất trong cộng đồng Hoa kiều tại New York này...”.

### Cha đỡ đầu
Ông Trần Kim Phi (陈金飞) sinh năm 1962 tại Bắc Kinh. Ông là Cử nhân Kinh tế tại Đại học Nhân dân (Trung Quốc). Sau khi tốt nghiệp, có một thời gian ông Trần làm việc tại cơ quan Nhà nước. Cụ thể, ông được phân công công tác tại Bộ Bưu chính Viễn thông. Tháng 8 năm 1987, ông Trần Kim Phi bắt đầu thử sức ở lĩnh vực kinh doanh. Ông lập nghiệp tại thị trấn Cao Bi Điếm Hương (高碑店乡), một vùng ngoại ô của thủ đô Bắc Kinh. Bước đầu khởi nghiệp, ông Trần đã đầu tư 600 Nhân dân tệ cùng bàn bè hùn vốn lập nên Xưởng Trang trí Đại Đồng (大通装饰厂). Tại nơi này, nhóm kinh doanh của ông Trần đã bắt đầu cho sản xuất hàng dệt may và xuất khẩu hàng hoá ra nước ngoài. Vạn sự khởi đầu nan, lợi nhuận thu được từ công việc kinh doanh đầu tiên của ông chỉ vẻn vẹn có 35 Nhân dân tệ tới từ việc in 7 số áo thi đấu cho Đội Bóng rổ Bắc Kinh. Rõ ràng số tiền này là quá ít ỏi so với số vốn ban đầu mà ông đã đầu tư.
Dù vậy nhưng ông Trần vẫn không nản chí và tiếp tục cho vận hành Xưởng sản xuất. May mắn cuối cùng cũng tới, một thời gian sau đó, tại văn phòng làm việc với diện tích khiêm tốn của mình, ông Trần đã đàm phán thành công với một nữ khách hàng người nước ngoài và giành được hợp đồng sản xuất quần áo trẻ em trị giá hàng triệu Đô la. Sau này, ông Trần nhớ lại về giai đoạn khởi nghiệp khó khăn nhất của mình: “Đó là một mùa đông rất khắc nghiệt, trong văn phòng làm việc thậm chí còn chẳng có lấy một chiếc máy sưởi, người phụ nữ nước ngoài bị lạnh cóng đến mức phải ngồi xổm trên ghế để thương lượng với chúng tôi”. Hợp đồng quý giá này không những mang về cho Xưởng Trang trí Đại Đồng hơn 100.000 Đô la mà cũng đã cứu bản thân ông Trần khỏi sự bế tắc trong kinh doanh tại thời điểm đó.
Tháng 08 năm 1988, ông Trần Kim Phi và các đối tác của mình đổi tên Xưởng Trang trí Đại Đồng thành Công ty TNHH In và Nhuộm Thông Sản Bắc Kinh (北京通产印染有限公司) với số vốn điều lệ đăng ký là 700.000 Nhân dân tệ. Ba năm sau đó, vào năm 1990, ông Trần tiếp tục tham gia vào một lĩnh vực mới là đầu tư bất động sản. Ban đầu ông tập trung vào các công trình ở Hải Nam (海南) và gặt hái được nhiều thành công nhờ sự bùng nổ của bất động sản tại khu vực này vào năm 1992. Về sau ông trở về Bắc Kinh và tiếp tục góp vốn trong các dự án khác bao gồm: phát triển bất động sản Bắc Kinh, sản xuất cung ứng vật liệu xây dựng chất lượng cao và tham gia cả trong lĩnh vực tài chính.
Năm 1993, ông Trần Kim Phi đã trao tặng Xưởng Trang trí Đại Đồng (sau này đổi tên là Công ty TNHH In và Nhuộm Thông Sản) mà ông dành bao tâm huyết xây dựng cho một thị trấn nghèo ở huyện Hoài Nhu (怀柔), Bắc Kinh. Năm 1996, thông qua quá trình chuyển đổi cổ phần, Tập đoàn Đầu tư Thông Sản Bắc Kinh (北京通产投资集团) trở thành doanh nghiệp phi công hữu. Đây là một hình thức kinh tế hỗn hợp, trong đó nhiều thành phần kinh tế cùng tồn tại. Cuối năm 2000, tổng tài sản của Tập đoàn Đầu tư Thông Sản Bắc Kinh là 3,5 tỷ Nhân dân tệ với tài sản ròng là 1,8 tỷ Nhân dân tệ. trở thành một tập đoàn quốc tế lớn với sự tham gia của hơn 20 doanh nghiệp. Hoạt động kinh doanh của tập đoàn được mở rộng, xoay quanh các lĩnh vực: Tài chính; Đầu tư, phát triển bất động sản; Kinh doanh câu lạc bộ, dịch vụ ăn uống và nhiều lĩnh vực thương mại quốc tế khác.
Thành công trong kinh doanh giúp ông Trần Kim Phi từng đứng thứ 23 trong danh sách những người giàu nhất Trung Quốc. Ông Trần hiện là Tổng giám đốc điều hành của Tập đoàn Đầu tư Thông Sản Bắc Kinh (北京通产投资集团) và Công ty TNHH Đầu tư Truyền thông Giải trí Hồng Tinh (红星坞娱乐传媒投资有限公司). Nói rõ hơn một chút về Truyền thông Giải trí Hồng Tinh, công ty này được thành lập từ ngày 8 tháng 12 năm 1995, mẹ của Lưu Diệc Phi là bà Lưu Hiểu Lợi cũng có tham gia đầu tư vào đó. Tính tới thời điểm hiện tại, đây cũng chính là công ty quản lý trong nước của Lưu Diệc Phi.
Về duyên phận giữa ông Trần Kim Phi và Lưu Diệc Phi, bắt đầu từ mối quan hệ thân thiết rất nhiều năm của ông với gia đình bên ngoại của Lưu Diệc Phi. Năm xưa, trong thời gian ông Trần gặp khó khăn, khi kinh tế còn chưa vững và việc làm ăn của ông lại không mấy suôn sẻ thì nhà ngoại của Lưu Diệc Phi đã giúp đỡ con trai ông Trần, hỗ trợ phần nào để con ông có thể thuận lợi đi du học ở nước ngoài. Sau này, khi có có điều kiện và trở thành một doanh nhân thành đạt, ông Trần đã giúp đỡ cháu gái của nhà họ Lưu là Lưu Diệc Phi.
Năm 2008, ông Trần Kim Phi đã tiếp nhận phỏng vấn của giới truyền thông là CCTV và chính thức giải thích rõ ràng về mối quan hệ của ông với Lưu Diệc Phi. Nội dung của cuộc phỏng vấn được ghi lại như sau - Cha mẹ của Lưu Diệc Phi giáo dục con cái rất nghiêm khắc ngay từ khi Lưu Diệc Phi còn nhỏ, ở cả những điều rất nhỏ nhặt như tư thế ngồi: "Tay phải để ngay ngắn và lưng thì phải thẳng". Ông Trần Kim Phi là một người bạn lâu năm của gia đình Lưu Diệc Phi. Hồi tưởng lại lần đầu tiên gặp cô bé Lưu Tây Mỹ Tử đã là chuyện của 15 năm trước đây: "Lúc đó tôi đã nghĩ, tại sao đứa trẻ này lại ngoan ngoãn đến vậy? Vì thế mới buột miệng nói rằng: Nếu bác cũng có một đứa con gái như cháu thì thật là tốt quá.” Khi nghe ông Trần nói thế, bé Lưu Tây Mỹ Tử mới 5 tuổi khi ấy vốn rất ít cùng người khác nói chuyện, ấy vậy mà lại bất ngờ nhảy xuống từ băng ghế, đi tới chỗ Trần Kim Phi kêu một tiếng "Cha ơi". Duyên phận của cha con hai người bắt đầu từ đó. "Theo như xưng hô phương Tây, tôi chính là cha đỡ đầu của con bé. Theo như xưng hô của người Trung Quốc, tôi là cha nuôi của con bé.” Sau này, khi Lưu Diệc Phi từ Mỹ quay trở lại Trung Quốc và gia nhập giới giải trí, cô vẫn giữ cách xưng hô từ bé và gọi ông Trần Kim Phi là “cha”, cũng vì thế mà có nhiều người hiểu lầm ông Trần Kim Phi là cha dượng của Lưu Diệc Phi, nhưng điều này là không đúng.
Có nhiều giả thuyết khác nhau về việc tại sao Lưu Diệc Phi lại muốn trở thành diễn viên, trong đó lời đồn cô theo đuổi diễn xuất là để hiện thực hóa ước mơ của mẹ mình được nhắc tới khá nhiều, nhưng sự thật đây chính là ước mơ của bản thân Lưu Diệc Phi. Ông Trần Kim Phi gặp lại Lưu Diệc Phi tại New York là lúc cô bé đã 13 tuổi, cô bé Lưu Diệc Phi lúc đó vô cùng hâm mộ Audrey Hepburn - Nữ diễn viên người Anh được coi là biểu tượng của Điện ảnh và Thời trang thế giới. Tây Tây khi đấy luôn khẳng định với mọi người mơ ước của mình: "Con muốn làm một diễn viên điện ảnh".
Mặc dù ông Trần Kim Phi và mẹ của Lưu Diệc Phi cảm thấy cô bé có tiềm năng, nhưng phản ứng đầu tiên của họ lại là phản đối: "Mẹ của con bé không mong muốn con bé đi theo con đường này, cảm thấy giới giải trí rất phức tạp, cô ấy phản đối còn quyết liệt hơn cả tôi nữa. Thật ra tôi cũng phản đối, nhưng nếu con bé quyết tâm, thì tôi muốn ủng hộ con bé. Mẹ con bé và tôi đã từng tranh cãi với nhau một lần, cô ấy nói anh đừng đồng ý, con bé còn quá nhỏ nên không có năng lực phán đoán. Hãy để con bé tiếp tục ở Mỹ học hành rồi tự mình lựa chọn nghề nghiệp sau khi tốt nghiệp đại học. Nhưng tôi lại suy nghĩ ở một góc độ khác, nếu con bé thực sự muốn trở thành diễn viên, tốt nghiệp đại học xong mới vào nghề này thì muộn quá, nếu muốn trở thành ngôi sao thì phải dấn thân học hỏi càng sớm càng tốt". Chia sẻ của ông Trần Kim Phi cho thấy ông hoàn toàn thấy được quyết tâm của cô bé 13 tuổi lúc đó, "Con bé chẳng thiếu thốn thứ gì cả, con bé chỉ muốn được diễn xuất mà thôi".
Khoảng thời gian sau đó, ông Trần Kim Phi bắt đầu tìm hiểu về thông tin tuyển sinh của các trường học tại Trung Quốc, theo ông thì, "Không thể vừa trở về thì liền đi diễn ngay được, như vậy sẽ không học được bất kỳ kiến thức và kỹ năng nào, việc đó chẳng khác nào đặt dấu chấm hết cho sự nghiệp phải không? Tố chất không có, tích lũy cũng không nốt, thế nên muốn làm gì thì làm, trước tiên nhất định là phải học hành". Ông Trần thậm chí còn liên hệ với một trường THPT Quốc tế ở Bắc Kinh, ông dự định nếu như Lưu Diệc Phi không thể thi đậu Đại học trong nước, thì có thể học bổ sung thêm một năm nữa, rồi sau đó lại tiếp tục thi Đại học. Để con gái nuôi dễ dàng được khán giả Trung Quốc đón nhận hơn, ông Trần Kim Phi đã giúp Tây Tây đặt một nghệ danh gần gũi hơn trước khi quay trở lại Trung Quốc, từ đây cái tên Lưu Diệc Phi (刘亦菲) chính thức xuất hiện (Chữ “Phi” mang ý nghĩa một bông hoa vừa có sắc vừa có hương).
Bằng quyết tâm của mình cùng với sự ủng hộ của cha nuôi là ông Trần Kim Phi, cô bé Tây Tây đã thuyết phục được mẹ. Lưu Diệc Phi trở về Trung Quốc dự thi Đại học lúc 15 tuổi với tư cách là du học sinh người Mỹ gốc Hoa, cô không cần thi tiếng Trung, chỉ thi tiếng Anh và trình diễn. Nhờ có khoảng thời gian sinh sống và trau dồi ở nước ngoài cùng kỹ năng cơ bản về vũ đạo và thanh nhạc được rèn luyện từ nhỏ, Lưu Diệc Phi đã trúng tuyển vào Học viện Điện ảnh Bắc Kinh và trở thành sinh viên trẻ nhất trong lịch sử của trường.

## Họ nội

### Ông nội
Ông nội Lưu Diệc Phi sinh tháng 9 năm 1923 tại thôn Cảnh Thượng Khẩu, huyện Nhiêu Dương, tỉnh Hà Bắc, Trung Quốc, trong một gia đình nông dân trung lưu giàu có. Tên khai sinh của ông là Tống Bảo Trạm (宋保站). Sau này, trong quá trình tham gia Cách mạng, vì để tưởng nhớ sự hy sinh của một người chiến hữu họ Khổng, đồng thời cũng là để bày tỏ quyết tâm kháng chiến cứu quốc, người trước hy sinh thì người sau tiếp bước, ông Tống đã đổi tên thành Khổng Quân (孔钧).
Ngay từ khi còn nhỏ, ông đã được nghiêm túc dạy bảo. Gia đình ông luôn tâm niệm: “Sống thiện lành thì gia tộc gặp nhiều phước lành từ đời này sang đời khác, còn học hành sẽ giúp chấn hưng thanh thế của gia môn” (绵世泽莫如为善，振家声还是读书). Ông nội của Lưu Diệc Phi được cha mình dạy đọc viết từ lúc mới 4,5 tuổi, nhờ vậy mà ông đã sớm hiểu biết và học thuộc nhiều tác phẩm kinh điển của Trung Quốc như 'Tam Tự Kinh', 'Bách Gia Tính', 'Đệ Tử Quy', 'Thiên Tự Văn',...
Ông Tống bắt đầu học tiểu học khi 8 tuổi. Vì trình độ học vấn cao hơn hẳn bạn bè cùng trang lứa nên nhà trường đã đặc cách để ông lên học lớp 4. Sau khi tốt nghiệp tiểu học sơ cấp (tương đương với Cấp 1 bây giờ), ông tiếp tục theo học tại trường tiểu học cao cấp (tương đương với Cấp 2 bây giờ) ở huyện lỵ. Lúc đó, ông mới 10 tuổi và là học sinh nhỏ tuổi nhất trong lớp của mình. Bên cạnh các môn văn hóa đại cương, thì tại đây ông còn được tiếp nhận tư tưởng chính trị từ sớm thông qua những môn học về Chính nghĩa của Đảng Trung Quốc hay Chủ nghĩa Tam Dân của Tôn Trung Sơn.
Sau khi tốt nghiệp tiểu học cao cấp, ông được nhận vào Trường Trung học Cơ sở Số 10 tỉnh Hà Bắc (tương đương Cấp 3 bây giờ) vào Năm 1935. Đó cũng là thời điểm quân Phát xít Nhật đã tiến đánh xâm lược Trung Quốc. Các phong trào dân tộc nổi lên ở nhiều nơi, trong đó có Trường Số 10 mà ông Tống theo học. Một vài giáo viên có tư tưởng tân tiến tại đây đã dạy các bài hát yêu nước, đọc sách và tạp chí chính trị hay kể về những phong trào của sinh viên yêu nước trên toàn quốc cho học sinh nghe. Tất cả những trải nghiệm này có ảnh hưởng đáng kể đến sự trưởng thành về mặt tư tưởng chính trị sau này của ông Tống.
Năm 1937, khi Kháng chiến chống Nhật diễn ra gay gắt, xung đột giữa Trung Hoa Dân Quốc và Đế quốc Nhật Bản leo thang trở thành chiến tranh toàn diện khiến cuộc sống của những người dân thường gặp nhiều xáo trộn, ông Tống buộc phải dừng việc học hành và trở về quê hương.
Năm 1938, nghe theo tiếng gọi của Tổ quốc, ông nội của Lưu Diệc Phi đăng ký ghi danh và được Đảng Cộng Sản Trung Quốc nhận vào Học viện Kháng chiến Hà Bắc ở tỉnh Hà Bắc (tương đương Đại học bây giờ). Vào thời điểm đó ông chỉ mới 15 tuổi. Cũng vì trẻ hơn hai tuổi so với độ tuổi quy định là 17 tuổi nên ông được Học viện bố trí vào Đội thiếu niên Tiền phong. Năm 1939, ông Tống được bổ nhiệm làm Bí thư Đội nhân dân Kháng chiến chống Nhật cứu quốc Phân khu 8 của tỉnh Hà Bắc. Nhờ trình độ văn hóa cao mà ngoài tham gia chiến đấu thì ông còn được phân công phụ trách tất cả các công việc soạn thảo tài liệu và giảng dạy.
Không chỉ có đóng góp trong Kháng chiến chống Nhật, ông nội của Lưu Diệc Phi còn tham gia vào Quốc - Cộng nội chiến (tranh chấp giữa Quốc Dân Đảng và Đảng Cộng Sản Trung Quốc). Ông có mặt trong Đại quân Lưu Đặng bên phía Đảng Cộng Sản do Mao Trạch Đông lãnh đạo và trở thành một trong số những cán bộ đã cống hiến hết mình cho sự nghiệp Cách mạng Trung Quốc. Kết thúc chiến tranh, Năm 1960, ông nội của Lưu Diệc Phi đảm nhiệm chức vụ Phó bí thư Đảng ủy của Đại học Y khoa Vũ Hán tại Hán Khẩu (nay là Học viện Y khoa Đồng Tế, thuộc Đại học Khoa học và Công nghệ Hoa Trung) tới Năm 1983 thì ông nghỉ hưu.
Ngày 1 tháng 9 năm 2015, Hiệu trưởng Đinh Liệt Vân của Học viện Y Khoa Đồng Tế đã đến thăm hỏi ông Khổng Quân - Người nguyên là Phó Bí thư Đảng ủy Học viện Y khoa Vũ Hán, cũng là một cán bộ kỳ cựu trong Kháng chiến chống phát xít Nhật Năm  và trao tặng huân chương cao quý "Kỷ niệm 70 Năm Chiến thắng Cuộc Khánh chiến chống Phát xít Nhật xâm lược của nhân dân Trung Hoa".

### Bà nội
Bà nội của Lưu Diệc Phi tên khai sinh là An Uẩn Thục (安蕴淑). Bà sinh Năm 1925, mất Năm 2001, hưởng thọ 76 tuổi. Bà là người huyện An Bình, tỉnh Hà Bắc, Trung Quốc. Sinh thời, bà theo học tại Học viện Y khoa Đồng Tế (trước đây là Đại học Y khoa Vũ Hán) thuộc Đại học Khoa học và Công nghệ Kỹ thuật Hoa Trung. Cũng giống như chồng mình (ông nội của Lưu Diệc Phi), bà Uẩn Thục tham gia hoạt động Cách mạng từ rất sớm. Cụ thể là vào tháng 03/1940, khi mới là một thiếu nữ 15 tuổi, bà đã trở thành Đảng viên của Đảng Cộng Sản Trung Quốc.

Bà nội của Lưu Diệc Phi từng là giáo viên tiểu học và là trợ giảng của Chính quyền khu vực tại khu số 3, huyện An Bình, tỉnh Hà Bắc. Trong thời kỳ kháng chiến chống Nhật, bà được đánh giá là một nhà giáo mẫu mực. Ngoài ra, bà còn từng giữ các chức vụ như Bí thư Quận ủy, Cán bộ Văn phòng Nghiên cứu Chính sách của Huyện ủy trong thời gian này. Tháng 2 năm 1949, bà Uẩn Thục về phía Nam công tác theo lệnh điều động của Chính quyền và được bổ nhiệm làm Đội trưởng Đại đội Cán bộ Phụ nữ. Cũng trong Năm đó, bà trở thành Bí thư Liên đoàn Phụ nữ ở vùng Trấn Nam, tỉnh Hồ Bắc.

Năm 1951, bà gia nhập Liên đoàn Phụ nữ tỉnh Hồ Bắc và đảm đương nhiều chức vụ quan trọng như: Thứ trưởng Bộ nông thôn, Thứ trưởng Bộ Đô thị, Phó chủ nhiệm Văn phòng,... Năm 1958, bà Uẩn Thục được bầu làm Ủy viên Huyện ủy của Đảng bộ huyện Võ Đan và Đại biểu của Đại hội Nhân dân huyện. Năm 1962, bà được thuyên chuyển công tác đến Bệnh viện Số 2 của Đại học Y khoa Vũ Hán (nay là Học viện Y khoa Đồng Tế) và giữ chức Phó Bí thư Đảng ủy kiêm Bí thư Ủy ban Kiểm tra Kỷ luật và là Ủy viên Đảng ủy Quân y tại đây. Từ tháng 11 năm 1980 đến tháng 4 năm 1983, bà được thăng chức Bí thư Đảng ủy tại Bệnh viện số 3 của Đại học Y khoa Vũ Hán và sau đó nghỉ hưu.

Năm 1991 bà trở thành Ủy viên Ban Cố vấn Đảng và Chính phủ tại Học viện Y khoa Đồng Tế. Bà cũng là Ủy viên Hiệp hội Cựu chiến binh tại Trường đại học Thương mại tỉnh Hồ Bắc. Bên cạnh đó, bà Uẩn Thục còn nhận được sự tín nhiệm cao trong tổ chức, bà được bầu làm Phó Chủ tịch Hiệp hội Người cao tuổi và Chủ tịch Chi hội Người cao tuổi tại Học viện Y khoa Đồng Tế. Ngoài ra, bà đã hai lần được Ủy ban Giáo dục của Đại học tỉnh Hồ Bắc trao tặng danh hiệu Người cao tuổi tiên tiến.

### Các bác gái
Ngoài con trai út An Thiếu Khang (cha ruột của Lưu Diệc Phi), thì ông bà còn sinh được ba người con gái (bác của Lưu Diệc Phi). Con gái lớn tên Khổng Thiếu Mẫn (孔少敏), là bác sĩ trưởng khoa của Bệnh viện Số 3 thành phố Vũ Hán. Bác cả của Lưu Diệc Phi từng giành được giải thưởng Liên đoàn Phụ nữ thành phố Vũ Hán. Đây là danh hiệu được trao trong ngày 8 tháng 3 (Ngày Quốc tế Phụ nữ) cho những nữ công dân ưu tú của Trung Quốc.
Con gái thứ hai tên là Khổng Ngạc Sinh (孔鄂生). Bác hai của Lưu Diệc Phi nguyên là Phó giáo sư của Đại học Y khoa Đồng Tế. Con gái thứ ba là An Linh Linh (安玲玲). Bác ba của Lưu Diệc Phi là cán bộ quốc gia và nhiều lần được trao tặng bằng khen trong quá trình công tác và làm việc.

## Họ ngoại
Bà ngoại của Lưu Diệc Phi họ Xuyết (啜), trước đây bà từng làm Quản lý trong lĩnh vực xuất nhập khẩu. Ông bà có tất cả 3 người con, các con của họ đều từng ra nước ngoài định cư và lập nghiệp. Mẹ của Lưu Diệc Phi - Bà Lưu Hiểu Lợi là con cả. Người con gái thứ hai tên nghệ danh là Chu Văn Quỳnh (周雯琼 - Dì của Lưu Diệc Phi). Dì Quỳnh từng là một diễn viên xinh đẹp và nổi tiếng trong thập niên 80. Vào năm 90 thì dì lấy chồng, sinh một cô con gái và sang Mỹ định cư. Hiện tại gia đình dì Lưu Diệc Phi đang sinh sống tại Hồng Kông. Người con trai thứ ba là cậu của Lưu Diệc Phi sống tại Vũ Hán, đã lập gia đình vào năm 2010 vào thời điểm đó Lưu Diệc Phi từng quay clip gửi lời chúc mừng đám cưới của cậu và mợ do bận việc nên không thể về Vũ Hán tham dự.